# Jean Rotrou

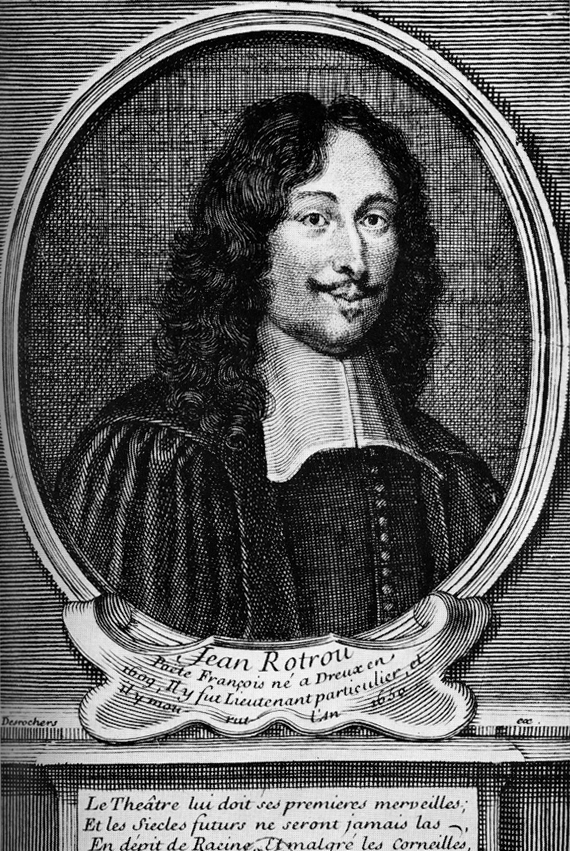
Jean Rotrou

Jean (de) Rotrou (Dreux, 21 de Agosto de 1609 — 28 de junho de 1650) foi um poeta e dramaturgo francês.

## Estudos
Nascido em na Normandia, muda-se para Paris após a conclusão dos estudos preliminares na sua cidade natal.
Embora três anos mais novo que Pierre Corneille, inicia a sua obra literária antes deste e, em 1631 torna-se encenador da equipa de actores do Hôtel de Bourgogne, palco conhecido pela estreia do primeiro acto da peça Cyrano de Bergerac de Rostand)

## Obra teatral
Salvo algumas excepções, os únicos eventos mais importantes que ficaram registados para a posterioridade, foram as sucessivas aparições em peças teatrais e o seu empenhamento, em 1635, na equipa de cinco poetas que tinha como função colocar em cena as obras dramáticas de Richelieu.
A primeira peça de Rotrou, L'Hypocondriaque (produzido pela primeira vez em 1631), dedicada a Louis de Bourbon, conde de Soissons, foi colocada em cena quando tinha apenas dezoito anos. Ainda no mesmo ano, publicou a colecção de Œuvres poetiques, onde estõa incluídos elogios, epístolas e versos religiosos.

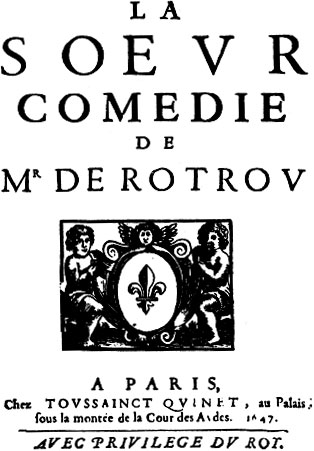
Capa da primeira edição de "La sœur", Paris, T. Quinet, (1647).

A sua segunda peça, La Bague de l'oubli (1635), uma adaptação parcial da obra Sortija del Olvido de Félix Lope de Vega, foi considerada bastante mais característica. É a primeira de diversas peças em que Rotrou ensaia a naturalização da comédia romântica em França, que havia florescido com bastante sucesso em Espanha e Inglaterra, ao invés da clássica tragédia dramática de Séneca o Jovem ou da clássica comédia de Terêncio.
Enquanto Corneille envereda na mesma direccção, o trabalho brilhante embora apressado mas único de Rotrou, mostra marcas de uma forte adesão ao modelo espanhol. Em 1634, ao publicar Cleagénor et Doristée (no palco desde 1630), disse que era autor de pelo menos trinta peças, embora este número possa incluír algumas adaptações.
Diane (no palco a partir de 1630, publicada em 1633), Les Occasions perdues (no palco a partir de 1631, publicada em 1635), pelas quais conseguir obter os favores de Richelieu, e L'Heureuse Constance (em paldo a partir de 1631, publicada em 1635), que seria razão de louvores por parte de Ana de Áustria, sucederam-se rapidamente, também inspiradas na moda espanhola.
Em 1631, Rotrou imita Platão com Les Mentyhmes, e em 1634, imita Séneca com Hercube mourant, tendo-se seguido comédias e tragicomédias. Alguns documentos indicam que, em 1636, quatro peças a terão sido vendidas a Antoine de Sommarille pela quantia de 750 livres tournois, sendo que, no ano seguinte terá vendido outras dez ao mesmo livreiro.
Passaria grande parte do seu tempo em Le Mans com o seu mentor, de Belin, o qual seria um dos oponentes de Corneille na querela pela peça El Cid. É assumido de uma maneira geral, talvez devido a uma carta falsificada atribuída a Corneille, que Rotrou terá sido o seu generoso defensor, embora, a sua posição não possa ser vista como sendo de simples neutralidade perante o assunto, o que, não obstante, é assumido como uma tentativa de reconciliação entre as duas partes conforme demonstra o panfleto impresso em 1637, L'Inconnu et veritable amy de messieurs de Scudéry et Corneille.
Após a morte de Belin em 1637, Rotrou compra o posto de lieutenant particulier au baüliage de Dreux. No ano seguinte casa com Marguerite Camus e instala-se como um modelo de pai de família e magistrado a seguir. Entre as suas peças escritas antes do seu casamento, existia uma tradução de Anfitrião de Platão, com o título Les Deux Sosies (1636), Antigona (1638), e Laure Persecutie (no palco a partir de 1637; publicado em 1639), num estilo oposto ao destas obras clássicas.
Em 1646 Rotrou produz a primeira de quatro obras-primas, Le Veritable Saint Genest (no palco em 1646; publicada em 1648), uma história sobre o martírio dos cristãos contendo algumas interpretações interessantes com um discurso nobre e considerado como uma actuação teatral realmente dignificante.

## A peste negra
Em 1650, a peste negra atinge Dreux mas Rotrou mantem o seu cargo, embora deseje salvar-se da epidemia fugindo para Paris. É apanhado pela doença e morre poucas horas depois, tendo sido cremado em Dreux a 28 de Junho de 1650.

## O legado da sua obra
Uma vez que foram reunidas trinta e cinco peças para além de muitas outras que perdidas ou não contabilizadas, a promissora obra de Rotrou, ou a inconstante incerteza e hesitação mostrados quase até final da sua vida entre os estilos clássico e romântico terão sido as razões que mais prejudicaram o seu trabalho. Não existe uma peça ou acto considerados consistentes, embora as suas cenas sejam consideradas quer patéticas, quer nobres, e como poeta dramático, por assim dizer, o seu melhor nível terá sido tão bom como Corneille ou Jean Racine. No entanto, os nos seus diálogos encontra-se uma força e brilho raros no drama francês entre Corneille e Victor Hugo.
A obra completa de Rotrou foi editada em cinco volumes por Viollet-le-Duc em 1822, no mesmo ano em que Louis de Ronchaud publica uma pequena edição de seis de peças - Saint Genest, Venceslas, Don Bertrand de Cabrère, Antigone, Hercule Mourant e Cosroes. Venceslas e Saint Genest foram também incluídas nas Chefs-d'œuvre Tragiques da colecção dos Didot.
Pierre Rotrou de [Saudreville, irmão de Rotrou, deixou uma obra em sua memória, infelizmente perdida, embora esta tenah sido citada por Abbé Brillon (1671-1736), na Notice biographique sur Jean Rotrou, publicada pela primeira vez em 1835, em Chartres, pelo editor L. Merlet.